# Helicosolenus lineolatus
Helicosolenus lineolatus är en mångfotingart som beskrevs av Carl Graf Attems 1950. Helicosolenus lineolatus ingår i släktet Helicosolenus och familjen Spirostreptidae. Inga underarter finns listade i Catalogue of Life.